# Ephesia nutrix
Ephesia nutrix är en fjärilsart som beskrevs av Ludwig Carl Friedrich Graeser 1888. Ephesia nutrix ingår i släktet Ephesia och familjen nattflyn. Inga underarter finns listade i Catalogue of Life.